# 4e étape du Tour de France 1997
Pour un article plus général, voir Tour de France 1997.
La quatrième étape du Tour de France 1997 s'est déroulée le 9 juillet 1997 entre Plumelec et Le Puy du Fou  sur un parcours de 223 km. Elle a été remportée par l'Italien Nicola Minali devant le Français Frédéric Moncassin et l'Allemand Erik Zabel.

## Classement de l'étape
| \| Classement de l'étape \| Classement de l'étape \| Classement de l'étape \| Classement de l'étape \| Classement de l'étape \| \| Coureur \| Coureur \| Pays \| Équipe \| Temps \| \| --------------------- \| --------------------- \| --------------------- \| ---------------------------- \| --------------------- \| \| 1er \| Nicola Minali \| Italie \| Batik-Del Monte \| 5 h 46 min 42 s \| \| 2e \| Frédéric Moncassin \| France \| Gan \| + 0 s \| \| 3e \| Erik Zabel \| Allemagne \| Deutsche Telekom \| + 0 s \| \| 4e \| Mario Cipollini \| Italie \| Saeco-Estro \| + 0 s \| \| 5e \| Jeroen Blijlevens \| Pays-Bas \| TVM-Farm Frites \| + 0 s \| \| 6e \| Fabio Baldato \| Italie \| MG Boys Maglificio-Technogym \| + 0 s \| \| 7e \| Jaan Kirsipuu \| Estonie \| Casino, c'est votre équipe \| + 0 s \| \| 8e \| Stuart O'Grady \| Australie \| Gan \| + 0 s \| \| 9e \| Robbie McEwen \| Australie \| Rabobank \| + 0 s \| \| 10e \| Nicola Loda \| Italie \| MG Boys Maglificio-Technogym \| + 0 s \| |                    |           |                              |                 |
| |                    |           |                              |                 |
| |                    |           |                              |                 |
| Classement de l'étape |                    |           |                              |                 |
| Coureur | Coureur            | Pays      | Équipe                       | Temps           |
| 1er | Nicola Minali      | Italie    | Batik-Del Monte              | 5 h 46 min 42 s |
| 2e | Frédéric Moncassin | France    | Gan                          | + 0 s           |
| 3e | Erik Zabel         | Allemagne | Deutsche Telekom             | + 0 s           |
| 4e | Mario Cipollini    | Italie    | Saeco-Estro                  | + 0 s           |
| 5e | Jeroen Blijlevens  | Pays-Bas  | TVM-Farm Frites              | + 0 s           |
| 6e | Fabio Baldato      | Italie    | MG Boys Maglificio-Technogym | + 0 s           |
| 7e | Jaan Kirsipuu      | Estonie   | Casino, c'est votre équipe   | + 0 s           |
| 8e | Stuart O'Grady     | Australie | Gan                          | + 0 s           |
| 9e | Robbie McEwen      | Australie | Rabobank                     | + 0 s           |
| 10e | Nicola Loda        | Italie    | MG Boys Maglificio-Technogym | + 0 s           |

## Classement général
Avec cette nouvelle arrivée au sprint, peu de changements sont a signaler au niveau du classement général de l'épreuve. L'Italien Mario Cipollini (Saeco-Estro) conserve le maillot jaune de leader mais, grâce aux bonifications prises par l'Allemand à l'arrivée, il n' plus que quatre secondes d'avance sur Erik Zabel (Deutsche Telekom). L'Anglais Chris Boardman (Gan) complète le podium avec 27 secondes de retard.
| \| Classement général \| Classement général \| Classement général \| Classement général \| Classement général \| \| Coureur \| Coureur \| Pays \| Équipe \| Temps \| \| ------------------ \| ------------------- \| ------------------ \| ------------------ \| ------------------ \| \| 1er \| Mario Cipollini \| Italie \| Saeco-Estro \| 21 h 56 min 46 s \| \| 2e \| Erik Zabel \| Allemagne \| Deutsche Telekom \| + 4 s \| \| 3e \| Chris Boardman \| Royaume-Uni \| Gan \| + 35 s \| \| 4e \| Jan Ullrich \| Allemagne \| Deutsche Telekom \| + 37 s \| \| 5e \| Frank Vandenbroucke \| Belgique \| Mapei-GB \| + 41 s \| \| 6e \| Abraham Olano \| Espagne \| Banesto \| + 45 s \| \| 7e \| Laurent Jalabert \| France \| ONCE \| + 47 s \| \| 8e \| Frédéric Moncassin \| France \| Gan \| + 51 s \| \| 9e \| Pascal Lino \| France \| BigMat-Auber 93 \| + 1 min 00 s \| \| 10e \| Oscar Camenzind \| Suisse \| Mapei-GB \| + 1 min 03 s \| |                     |             |                  |                  |
| |                     |             |                  |                  |
| |                     |             |                  |                  |
| Classement général |                     |             |                  |                  |
| Coureur | Coureur             | Pays        | Équipe           | Temps            |
| 1er | Mario Cipollini     | Italie      | Saeco-Estro      | 21 h 56 min 46 s |
| 2e | Erik Zabel          | Allemagne   | Deutsche Telekom | + 4 s            |
| 3e | Chris Boardman      | Royaume-Uni | Gan              | + 35 s           |
| 4e | Jan Ullrich         | Allemagne   | Deutsche Telekom | + 37 s           |
| 5e | Frank Vandenbroucke | Belgique    | Mapei-GB         | + 41 s           |
| 6e | Abraham Olano       | Espagne     | Banesto          | + 45 s           |
| 7e | Laurent Jalabert    | France      | ONCE             | + 47 s           |
| 8e | Frédéric Moncassin  | France      | Gan              | + 51 s           |
| 9e | Pascal Lino         | France      | BigMat-Auber 93  | + 1 min 00 s     |
| 10e | Oscar Camenzind     | Suisse      | Mapei-GB         | + 1 min 03 s     |

## Classements annexes
| Classement par points | Classement par points | Classement par points | Classement par points | Classement par points |
| Coureur               | Coureur               | Pays                  | Équipe                | Points                |
| --------------------- | --------------------- | --------------------- | --------------------- | --------------------- |
| 1er                   | Erik Zabel            | Allemagne             | Deutsche Telekom      | 131 pts               |
| 2e                    | Mario Cipollini       | Italie                | Saeco-Estro           | 119 pts               |
| 3e                    | Frédéric Moncassin    | France                | Gan                   | 88 pts                |
| 4e                    | Jeroen Blijlevens     | Pays-Bas              | TVM-Farm Frites       | 72 pts                |
| 5e                    | Robbie McEwen         | Australie             | Rabobank              | 56 pts                |

| Classement par points | Classement par points | Classement par points | Classement par points | Classement par points |
| Coureur               | Coureur               | Pays                  | Équipe                | Points                |
| --------------------- | --------------------- | --------------------- | --------------------- | --------------------- |
| 1er                   | Erik Zabel            | Allemagne             | Deutsche Telekom      | 131 pts               |
| 2e                    | Mario Cipollini       | Italie                | Saeco-Estro           | 119 pts               |
| 3e                    | Frédéric Moncassin    | France                | Gan                   | 88 pts                |
| 4e                    | Jeroen Blijlevens     | Pays-Bas              | TVM-Farm Frites       | 72 pts                |
| 5e                    | Robbie McEwen         | Australie             | Rabobank              | 56 pts                |

| Classement de la montagne | Classement de la montagne | Classement de la montagne | Classement de la montagne       | Classement de la montagne |
| Coureur                   | Coureur                   | Pays                      | Équipe                          | Points                    |
| ------------------------- | ------------------------- | ------------------------- | ------------------------------- | ------------------------- |
| 1er                       | Laurent Brochard          | France                    | Festina-Lotus                   | 33 pts                    |
| 2e                        | Cyril Saugrain            | France                    | Cofidis-Le Crédit par Téléphone | 11 pts                    |
| 3e                        | Artūras Kasputis          | Lituanie                  | Casino, c'est votre équipe      | 10 pts                    |
| 4e                        | François Simon            | France                    | Gan                             | 6 pts                     |
| 5e                        | Thierry Gouvenou          | France                    | BigMat-Auber 93                 | 5 pts                     |

| Classement de la montagne | Classement de la montagne | Classement de la montagne | Classement de la montagne       | Classement de la montagne |
| Coureur                   | Coureur                   | Pays                      | Équipe                          | Points                    |
| ------------------------- | ------------------------- | ------------------------- | ------------------------------- | ------------------------- |
| 1er                       | Laurent Brochard          | France                    | Festina-Lotus                   | 33 pts                    |
| 2e                        | Cyril Saugrain            | France                    | Cofidis-Le Crédit par Téléphone | 11 pts                    |
| 3e                        | Artūras Kasputis          | Lituanie                  | Casino, c'est votre équipe      | 10 pts                    |
| 4e                        | François Simon            | France                    | Gan                             | 6 pts                     |
| 5e                        | Thierry Gouvenou          | France                    | BigMat-Auber 93                 | 5 pts                     |

| Classement du meilleur jeune | Classement du meilleur jeune | Classement du meilleur jeune | Classement du meilleur jeune | Classement du meilleur jeune |
| Coureur                      | Coureur                      | Pays                         | Équipe                       | Temps                        |
| ---------------------------- | ---------------------------- | ---------------------------- | ---------------------------- | ---------------------------- |
| 1er                          | Jan Ullrich                  | Allemagne                    | Deutsche Telekom             | 21 h 57 min 23 s             |
| 2e                           | Frank Vandenbroucke          | Belgique                     | Mapei-GB                     | + 4 s                        |
| 3e                           | Peter Luttenberger           | Autriche                     | Rabobank                     | + 27 s                       |
| 4e                           | Daniele Nardello             | Italie                       | Mapei-GB                     | + 36 s                       |
| 5e                           | David Etxebarria             | Espagne                      | ONCE                         | + 46 s                       |

| Classement du meilleur jeune | Classement du meilleur jeune | Classement du meilleur jeune | Classement du meilleur jeune | Classement du meilleur jeune |
| Coureur                      | Coureur                      | Pays                         | Équipe                       | Temps                        |
| ---------------------------- | ---------------------------- | ---------------------------- | ---------------------------- | ---------------------------- |
| 1er                          | Jan Ullrich                  | Allemagne                    | Deutsche Telekom             | 21 h 57 min 23 s             |
| 2e                           | Frank Vandenbroucke          | Belgique                     | Mapei-GB                     | + 4 s                        |
| 3e                           | Peter Luttenberger           | Autriche                     | Rabobank                     | + 27 s                       |
| 4e                           | Daniele Nardello             | Italie                       | Mapei-GB                     | + 36 s                       |
| 5e                           | David Etxebarria             | Espagne                      | ONCE                         | + 46 s                       |

| Classement par équipes | Classement par équipes | Classement par équipes | Classement par équipes |
| Équipe                 | Équipe                 | Pays                   | Temps                  |
| ---------------------- | ---------------------- | ---------------------- | ---------------------- |
| 1re                    | Deutsche Telekom       | Allemagne              | 65 h 52 min 39 s       |
| 2e                     | Gan                    | France                 | + 38 s                 |
| 3e                     | Mapei-GB               | Italie                 | + 42 s                 |
| 4e                     | US Postal Service      | États-Unis             | + 56 s                 |
| 5e                     | Rabobank               | Pays-Bas               | + 1 min 51 s           |

| Classement par équipes | Classement par équipes | Classement par équipes | Classement par équipes |
| Équipe                 | Équipe                 | Pays                   | Temps                  |
| ---------------------- | ---------------------- | ---------------------- | ---------------------- |
| 1re                    | Deutsche Telekom       | Allemagne              | 65 h 52 min 39 s       |
| 2e                     | Gan                    | France                 | + 38 s                 |
| 3e                     | Mapei-GB               | Italie                 | + 42 s                 |
| 4e                     | US Postal Service      | États-Unis             | + 56 s                 |
| 5e                     | Rabobank               | Pays-Bas               | + 1 min 51 s           |